# Aenictus furibundus
Aenictus furibundus é uma espécie de formiga do gênero Aenictus.